# Jakub Bonet Nadal
Jaime Bonet Nadal (ur. 4 sierpnia 1884 w Santa María de Montmagastrell, zm. 15 sierpnia 1936 w Tàrrega) – hiszpański salezjanin, męczennik i błogosławiony Kościoła katolickiego.

## Życiorys
Wstąpił do Zgromadzenia Salezjańskiego, gdzie w 1909 roku złożył śluby zakonne. W 1917 roku został wyświęcony na kapłana. Po wybuchu wojny domowej w Hiszpanii został aresztowany przez członków paramilitarnych oddziałów, zwanych milicjantami, a potem zamordowany.
Beatyfikowany przez papieża Jana Pawła II 11 marca 2001 roku w grupie 233 męczenników.